# 東元町 (国分寺市)
東元町（ひがしもとまち）は、東京都国分寺市の町名。現行行政地名は東元町一丁目から東元町四丁目。郵便番号は185-0022。

## 地理

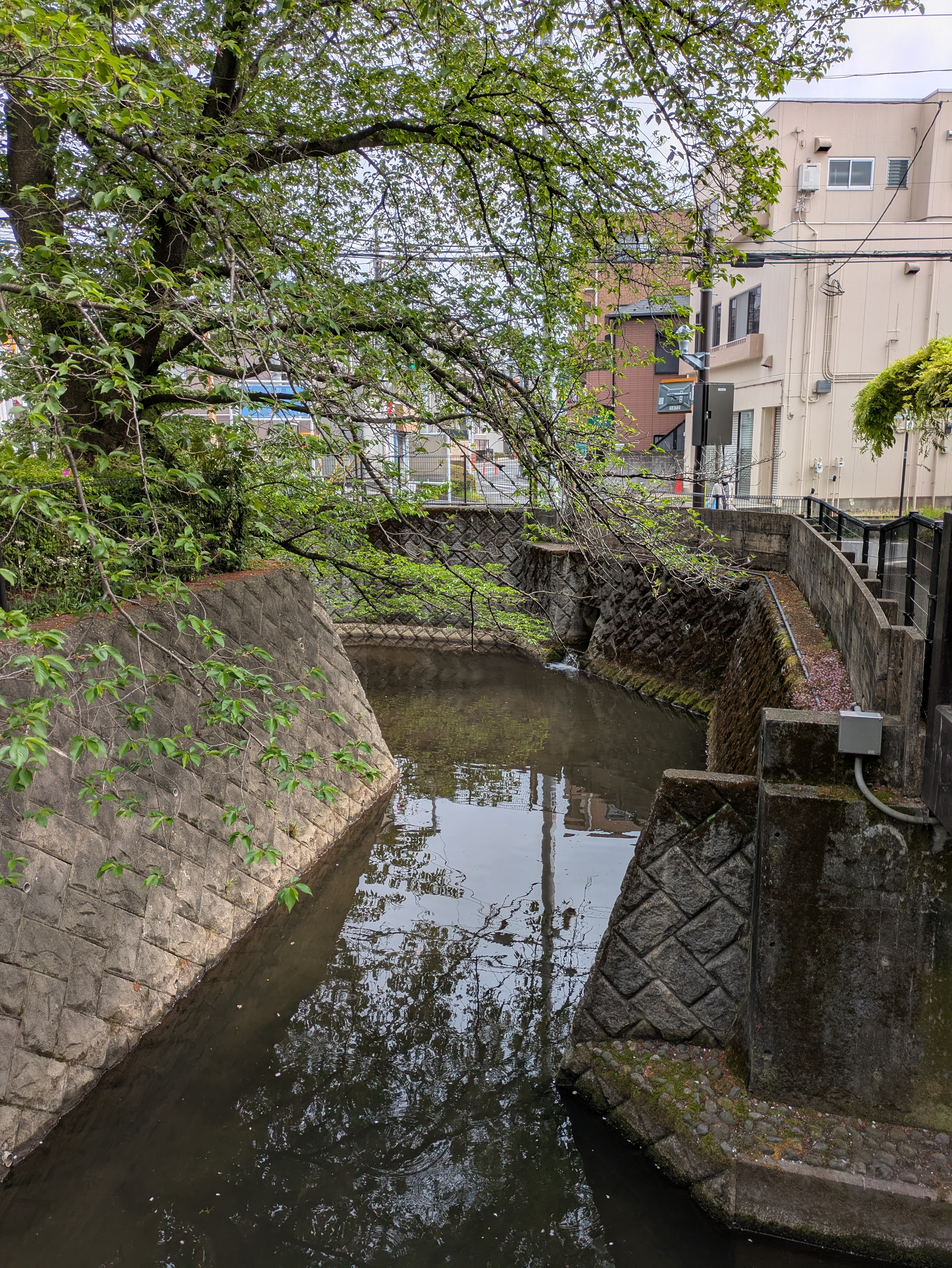
不動橋ポケットパーク(野川)

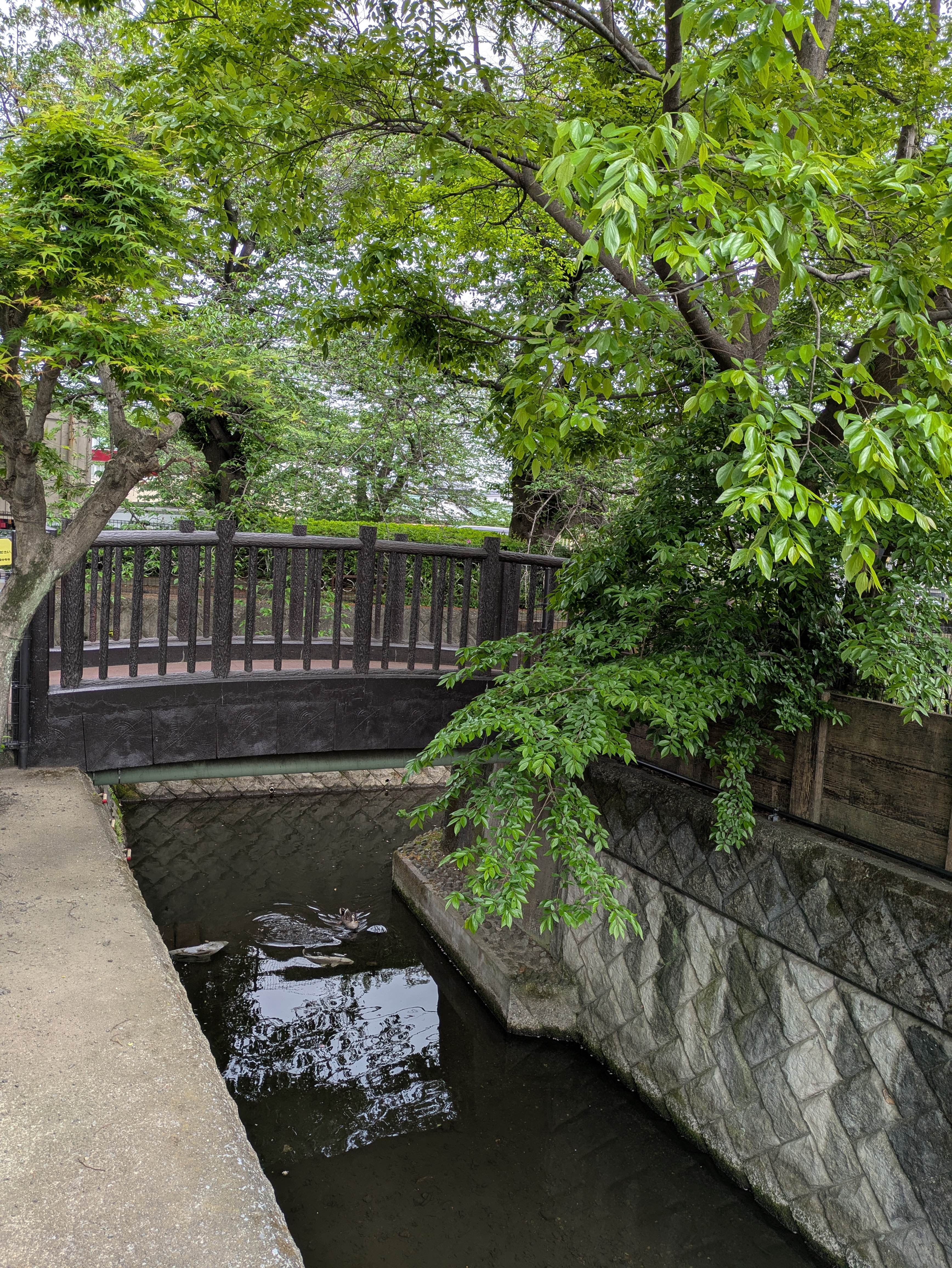
不動橋ポケットパークの橋

国分寺市南東部に位置する。北は泉町及び南町、東は小金井市貫井南町、南は府中市新町及び栄町、西は西元町に隣接する。住宅地として利用されている。

### 河川
- 野川 --- 街区北側に流路を形成している。大半は溝渠だが、不動橋ポケットパークと言う親水公園も存在する。

### 地価
住宅地の地価は2014年（平成26年）1月1日に公表された公示地価によれば東元町1-9-8の地点で26万9000円/m2となっている。

## 世帯数と人口
2017年（平成29年）12月1日現在の世帯数と人口は以下の通りである。
| 丁目         | 世帯数    | 人口    |
| ------------ | --------- | ------- |
| 東元町一丁目 | 2,035世帯 | 3,784人 |
| 東元町二丁目 | 1,421世帯 | 2,637人 |
| 東元町三丁目 | 1,155世帯 | 2,149人 |
| 東元町四丁目 | 684世帯   | 1,342人 |
| 計           | 5,295世帯 | 9,912人 |

## 小・中学校の学区
市立小・中学校に通う場合、学区は以下の通りとなる。
| 丁目          | 番地                          | 小学校     | 中学校     | 選択可能校 |
| ------------- | ----------------------------- | ---------- | ---------- | ---------- |
| 東元町 一丁目 | 全域                          | 第一小学校 | 第二中学校 |            |
| 東元町 二丁目 | 全域                          | 第一小学校 | 第二中学校 |            |
| 東元町 三丁目 | 1〜8番 10〜16番 24〜30番 32番 | 第一小学校 | 第四中学校 | 第二中学校 |
| 東元町 三丁目 | その他                        | 第四小学校 | 第四中学校 |            |
| 東元町 四丁目 | 4〜11番 19〜20番              | 第四小学校 | 第四中学校 |            |
| 東元町 四丁目 | その他                        | 第一小学校 | 第四中学校 | 第二中学校 |

## 交通

### 鉄道
| 近隣の街区の駅                                                   | バス移動で利用可能な駅 |
| ---------------------------------------------------------------- | ---------------------- |
| JR中央線 西武国分寺線(SK01) 西武多摩湖線(ST01) - 国分寺駅(JC 16) | 京王線 - 府中駅(KO 20) |

### 道路
- 東京都道133号小川山府中線（国分寺街道）
- 東京都道145号立川国分寺線

## 施設
- 国分寺市立第一小学校
- リオン本社